# Релігійна реформа Геліогабала
Релігійна реформа Геліогабала — це комплекс культових і політико-релігійних заходів, здійснених римським імператором Геліогабалом (лат. Elagabalus), який правив у 218—222 роках. Основною метою реформ було піднесення східного божества Елагабала — сонячного бога з сирійської Емеси — як головного божества всієї Римської імперії. Ці реформи стали однією з найрадикальніших спроб релігійної трансформації імперської ідеології до християнізації.

## Історичний контекст
Геліогабал, будучи ще підлітком, був проголошений імператором за підтримки Юлії Мези (при цьому вона йому приходилась бабусею) — впливової представниці династії Северів. До сходження на трон він служив верховним жерцем у храмі Елагабала в місті Емеса (нині Хомс, Сирія), що зумовило його глибоку прив'язаність до цього культу. Після прибуття до Риму імператор переніс культ Елагабала та поставив собі за мету зробити цей культ офіційною релігією імперії.

## Суть релігійної реформи
Основними елементами релігійної реформи були:
- Встановлення культу Елагабала як верховного божества. Геліогабал оголосив Елагабала головним божеством Риму, поставивши його вище за традиційного верховного бога Юпітера.

- Будівництво храму Елагабала (Elagabalium). На Палатинському пагорбі було зведено новий храм — Елагабалій, куди імператор переніс святині з інших храмів. Серед них священне вогняне каміння, що вважалося тілесною формою Елагабала. Це сприймалося багатьма як блюзнірство[1].

- Синкретизм та інтеграція чужих елементів. Імператор намагався об'єднати культ Елагабала з елементами інших релігій, включно з богинями Мінервою, Уранією, а за свідченнями Геродіана — навіть з іудейськими та християнськими символами[2].

- Нав'язування ритуалів еліті. Представники римської аристократії були змушені брати участь у святкуваннях і жертвоприношеннях у чужому для них стилі. Ритуали мали східний характер: процесії, танці, інструменти тощо — усе це виглядало екзотично і неприйнятно для традиційної римської культури[3].

## Реакція сучасників
Більшість античних джерел подають Геліогабала у вкрай негативному світлі. Геродіан і Діон Кассій підкреслюють не лише його релігійні інновації, а й особисті «розпусти», які часто служать моральним тлом критики його реформ. Вони змальовують його як молодого, розпусного і божевільного правителя, який принижував гідність імперії та її традицій.

## Наслідки
У 222 році, після організованої преторіанцями змови, Геліогабала було вбито разом із матір'ю. Його наступник Александр Север повернувся до традиційної римської релігії, зруйнував храм Елагабала та провів damnatio memoriae — офіційне стирання пам'яті про попередника.
Однак навіть після його смерті вплив реформи залишився помітним. Фактично це був перший серйозний прецедент імперського релігійного централізму, який згодом знайде продовження у релігійній політиці Костянтина Великого.